# Fête nationale française
Pour les articles homonymes, voir Quatorze-Juillet.

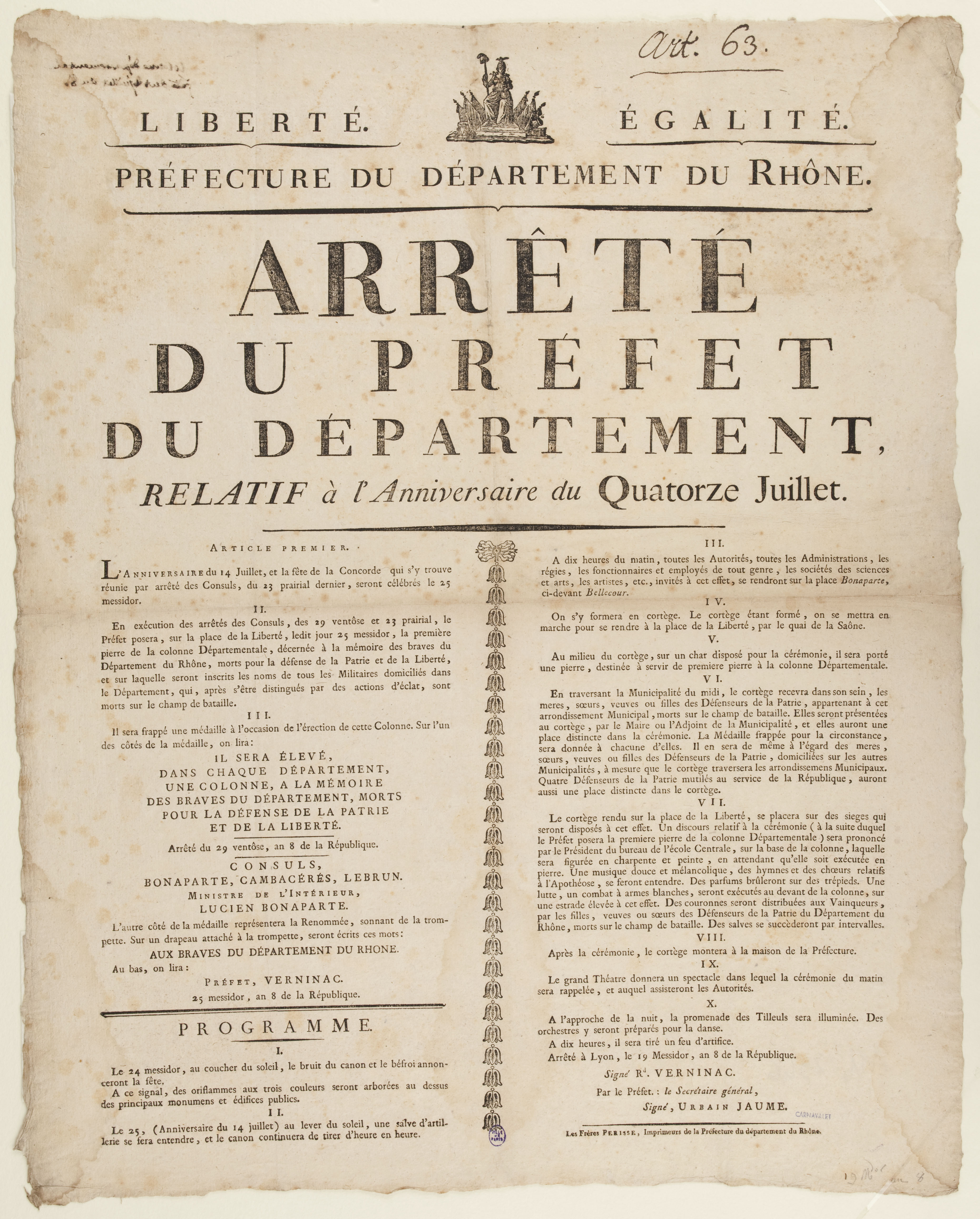
Affiche relative à la célébration à Lyon de l'anniversaire du 14-juillet en l'an VIII de la République.

La fête nationale française, également appelée 14 Juillet, est la fête nationale et un jour férié en France. 
Elle est instituée par la loi Raspail du 6 juillet 1880 (« La République adopte le 14 Juillet comme jour de fête nationale annuelle »), qui ne mentionne pas quel évènement est commémoré : la prise de la Bastille du 14 juillet 1789, une action décisive dans l'abolition de la monarchie absolue , ou la Fête de la Fédération de 1790, symbole de l'union de la Nation et premier anniversaire de la prise de la Bastille, tous deux étant des symboles de la Révolution française.

## Historique

### Fêtes nationales et autres fêtes organisées par les régimes avant 1880
Jusqu'au règne de Charles VII, un roi de France ne fait officiellement célébrer l'anniversaire ni de sa naissance, ni de son avènement à la couronne, ni de son sacre, ni de sa fête à l'occasion de celle de son saint patron. À la suite notamment de la médiéviste française Colette Beaune, le roi Charles VII est parfois présenté comme ayant instauré la première fête nationale, : chaque année, le 12 août, ses sujets doivent commémorer la reddition de Cherbourg le même jour de 1450, qui marque la fin de la campagne de Normandie. La fête est effective dans quelques villes du royaume, jusqu'au début du XVIe siècle. Elle finit par se confondre avec la vigile mariale. Elle est oubliée quand, en 1638, le roi Louis XIII, par son vœu du 10 février, consacre la France à la Vierge Marie.
Le 14 juillet 1790 a lieu la Fête de la Fédération. C'est l'une des nombreuses fêtes révolutionnaires.

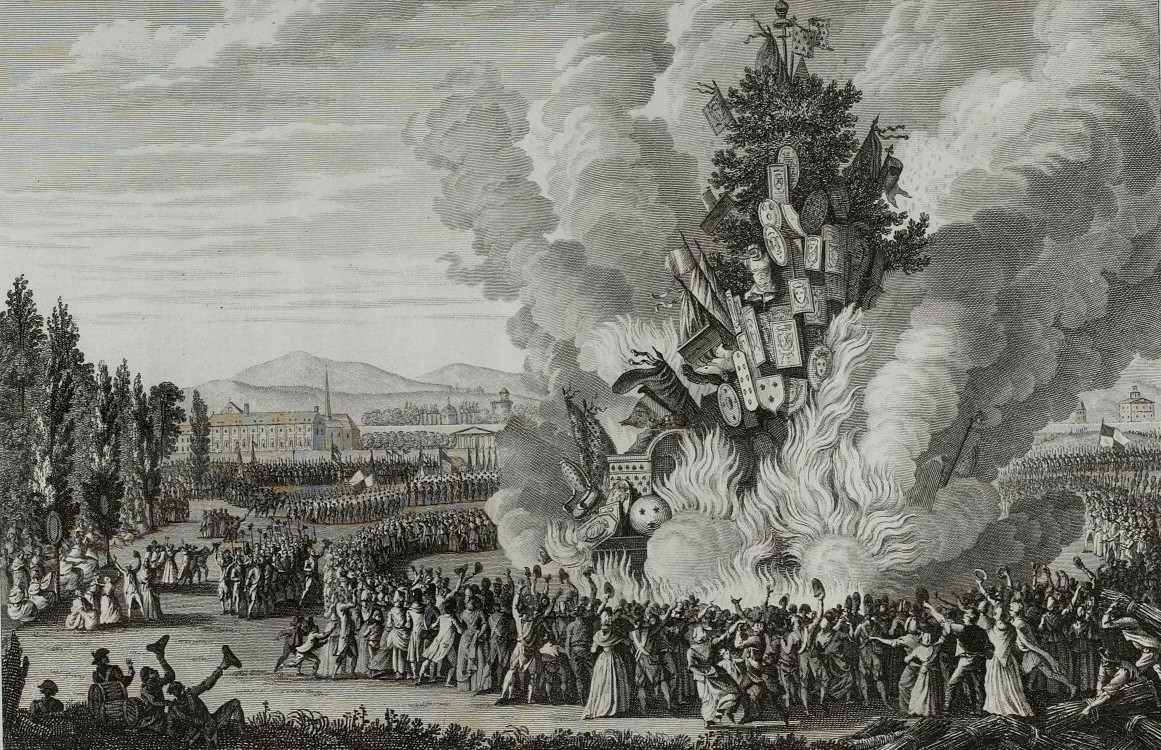
Célébration de la prise de la bastille le 14 juillet 1792, (musée de la Révolution française).

#### Première République
La « fête de la fondation de la République » est célébrée le 1er vendémiaire de chaque année (22, 23 ou 24 septembre), de 1793 jusqu'en 1803. On cesse alors de célébrer la Saint-Louis (25 août) en l'honneur du roi.
Sous le Directoire, l'article 301 de la Constitution du 5 fructidor an III (22 août 1795) prescrit l'établissement de « fêtes nationales, pour entretenir la fraternité entre les citoyens et les attacher à la Constitution, à la patrie et aux lois »,.

#### Premier Empire
Le premier consul Napoléon Bonaparte abandonne la fête de la Fédération (appelée fête de la Concorde) à partir de 1804, ne conservant que des célébrations honorant sa seule personne : fête du couronnement impérial le 2 décembre, Saint-Napoléon instituée le 15 août par le décret du 19 février 1806. Le 14 juillet, fête subversive, n'est plus commémorée autrement que dans des célébrations clandestines de 1804 à 1848.

#### Restauration
Sous la Restauration est surtout célébré le saint patron du roi régnant, à savoir la Saint-Louis, chaque 25 août, sous le règne de Louis XVIII, puis la Saint-Charles, chaque 4 novembre, sous celui de Charles X. Après la mort en exil de celui-ci, en 1836, les légitimistes célèbrent le saint patron du prétendant au trône, Henri d'Artois, à savoir le Saint-Henri, chaque 15 juillet.

#### Deuxième République
Sous la IIe République, huit fêtes et cérémonies majeures sont organisées en dix-neuf semaines. Le dimanche 27 février 1848 est fêtée la proclamation de la République. Le jeudi 2 mars est commémoré Armand Carrel. Le samedi 4 mars ont lieu les funérailles des victimes de combats de février,. Fin février, des arbres de la Liberté sont plantés. Le jeudi 20 avril est un jour férié au cours duquel est célébrée la fête nationale de la Fraternité,,,,. Le jeudi 4 mai est fêtée la nouvelle proclamation de la République,,. Le dimanche 21 mai est le jour de la fête de la Concorde,,. Le jeudi 6 juillet ont lieu les funérailles des victimes des combats de juin,. En novembre, deux dimanches, le 12 à Paris et le 19 dans le reste de la France, est célébrée la fête de la promulgation de la Constitution.
En vue de la célébration du premier anniversaire de révolution de 1848, l'Assemblée nationale constituante instaure, par la loi du 15 février 1849, deux jours fériés de fêtes nationales annuelles : le 24 février et le 4 mai, qui sont les anniversaires respectifs de la proclamation de la République par le gouvernement provisoire et de sa ratification par la Constituante,.

#### Second Empire
Après le coup d'État du 2 décembre 1851, une fête nationale est organisée en janvier 1852, le 1er à Paris et le 11 dans le reste de la France, afin de célébrer le plébiscite des 20 et 21 décembre.
Puis le président de la République, Louis-Napoléon Bonaparte, restaure la Saint-Napoléon comme unique fête nationale annuelle, par le décret du 16 février 1852.

#### Débuts de la Troisième République
À la suite de la guerre franco-allemande de 1870, la fête nationale tend à commémorer une nation amputée de l'Alsace-Lorraine, la Troisième République préparant ainsi les esprits à un désir de revanche et pour ce faire à exalter l'armée de la nation lors d'un défilé militaire.
Le 30 juin 1878, une fête nationale a lieu durant l'Exposition universelle. Y sont célébrés la paix et le travail. À Paris, elle débute par l'inauguration de La République, statue d'Auguste Clésinger placée sur le Champ-de-Mars, dans l'axe du pont d'Iéna et du palais du Trocadéro. Claude Monet immortalise l'ambiance dans les rues parisiennes dans La Rue Montorgueil.

### Instauration comme fête nationale
c. trav., art. L. 222-1
En 1879, la IIIe République naissante cherche une date pour servir de support à une fête nationale et républicaine.
En 1879, les élections du 5 janvier donnent aux républicains la majorité au Sénat. Le 30 janvier du mois, Patrice de Mac Mahon, monarchiste et légitimiste, démissionne de la présidence de la République. Le même jour, l'Assemblée nationale élit son successeur, Jules Grévy, républicain. La Chambre des députés,,,, et le Sénat, reçoivent des pétitions demandant l'instauration d'une fête nationale. Chacune d'elles donne lieu à l'établissement d'un rapport par un député ou sénateur. Celui établi et présenté, fin décembre 1879, par le député Alfred Talandier, sur une pétition de 1 545 citoyens, habitants de la Nièvre, cite les principales dates alors envisagées,.
Le 21 mai 1880, le député Benjamin Raspail dépose une proposition de loi tendant à adopter le 14 juillet comme jour de fête nationale annuelle. Si le 14 juillet 1789 (prise de la Bastille) est jugé par certains parlementaires comme une journée trop sanglante, la Fête de la Fédération du 14 juillet 1790, elle, permet d'atteindre un consensus. Cette date « à double acception » permet d'unir tous les républicains.
La loi, signée par 64 députés,, est adoptée par la Chambre des députés le 8 juin qui la transmet au Sénat le 14 juin. Celui-ci l'adopte le 29 juin. Elle est promulguée le 6 juillet 1880 et précise simplement que « La République adopte le 14 juillet comme jour de fête nationale annuelle », sans indiquer quel est l'évènement ainsi commémoré.
La lecture du rapport de séance du Sénat du 29 juin 1880 établissant cette fête nationale éclaire le débat sous-jacent concernant l'évènement effectivement commémoré le 14 juillet :
« M. le rapporteur (Henri Martin) : - Il y a eu ensuite, au 14 juillet 1789, il y a eu du sang versé, quelques actes déplorables ; mais, hélas ! dans tous les grands événements de l’histoire, les progrès ont été jusqu’ici achetés par bien des douleurs, par bien du sang. Espérons qu’il n’en sera plus ainsi dans l’avenir (« très bien » à gauche, interruptions à droite).

À droite : - Oui, espérons !
M. Hervé de Saisy : - Nous n’en sommes pas bien sûrs !
M. le rapporteur : - Nous avons le droit de l’espérer. Mais n’oubliez pas que, derrière ce 14 juillet, où la victoire de l’ère nouvelle sur l’ancien régime fut achetée par une lutte armée, n’oubliez pas qu’après la journée du 14 juillet 1789 il y a eu la journée du 14 juillet 1790 (« très-bien ! » à gauche).

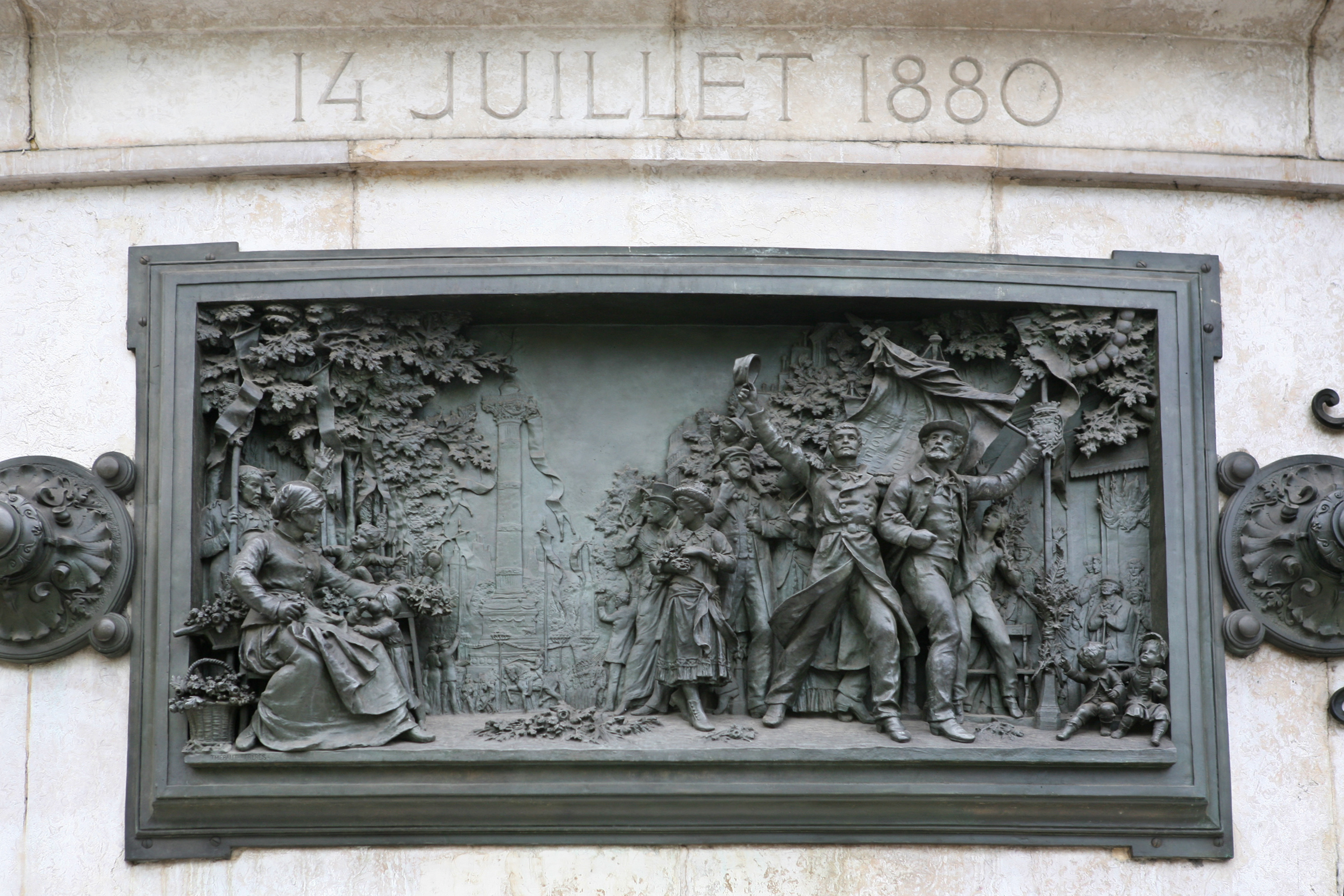
Fête nationale du 14 juillet 1880, haut-relief en bronze de Léopold Morice, Monument à la République, place de la République, Paris, 1883.

Cette journée-là, vous ne lui reprocherez pas d’avoir versé une goutte de sang, d’avoir jeté la division à un degré quelconque dans le pays, Elle a été la consécration de l’unité de la France. Oui, elle a consacré ce que l’ancienne royauté avait préparé. L’ancienne royauté avait fait pour ainsi dire le corps de la France, et nous ne l’avons pas oublié ; la Révolution, ce jour-là, le 14 juillet 1790, a fait, je ne veux pas dire l’âme de la France – personne que Dieu n’a fait l’âme de la France – mais la Révolution a donné à la France conscience d’elle-même (« très-bien ! » sur les mêmes bancs) ; elle a révélé à elle-même l’âme de la France. »
Un peu plus loin, le rapport du Sénat, préalable à l'adoption de la proposition de loi, fait également référence au 14 juillet 1790 :
« Mais, à ceux de nos collègues que des souvenirs tragiques feraient hésiter, le 14 juillet 1789, ce 14 juillet qui vit prendre la Bastille, fut suivi d’un autre 14 juillet, celui de 1790, qui consacra le premier par l’adhésion de la France entière, d’après l’initiative de Bordeaux et de la Bretagne. Cette seconde journée du 14 juillet, qui n’a coûté ni une goutte de sang ni une larme, cette journée de la Grande Fédération, nous espérons qu’aucun de vous ne refusera de se joindre à nous pour la renouveler et la perpétuer, comme le symbole de l’union fraternelle de toutes les parties de la France et de tous les citoyens français dans la liberté et l’égalité. Le 14 juillet 1790 est le plus beau jour de l’histoire de France, et peut-être de toute l’histoire. C’est en ce jour qu’a été enfin accomplie l’unité nationale, préparée par les efforts de tant de générations et de tant de grands hommes, auxquels la postérité garde un souvenir reconnaissant. Fédération, ce jour-là, a signifié unité volontaire. »
Sous la Ve République, la loi no 73-4 du 2 janvier 1973, relative au code du travail, abroge la loi du 6 juillet 1880.
En tant que fête nationale, le 14 juillet est un des symboles républicains. En vertu de l'article L. 3133-1 du code du travail, il est une fête légale et un jour férié.

## Célébrations et notoriété

### Défilé militaire

Place du Capitole décorée pour le 14 juillet 1899, Toulouse, Fonds Eugène Trutat, muséum de Toulouse.

Un défilé militaire a lieu chaque 14 juillet sur les Champs-Élysées de Paris. Son départ a lieu généralement à 10 heures juste après le passage de la Patrouille de France et la revue des différents corps armés par le président de la République. D'autres défilés ou des cérémonies militaires ont lieu dans la plupart des grandes communes françaises. À Lyon, le défilé a traditionnellement lieu le 13 juillet.

### Feux d'artifice
Ces spectacles nocturnes prennent place autour de sites dégagés au sein des villes, comme des esplanades, des parcs ou des cours d'eau. Malgré leur coût parfois élevé, les feux d'artifice sont des spectacles très appréciés de la population. Le feu d'artifice peut être tiré la veille au soir (13 juillet).
Ces spectacles pyrotechniques « son et lumière » font de la France un haut lieu du feu d'artifice, où des compétitions de spectacles pyrotechniques sont organisées toute l'année.
Le spectacle pyrotechnique de Paris se déroule aux alentours de la tour Eiffel. Le feu est tiré depuis le Trocadéro, le pont d'Iéna, et la tour Eiffel même. Le spectacle a acquis une certaine notoriété au fil du temps et attire chaque année entre 500 000 et 1 000 000 de spectateurs.

### Bals populaires

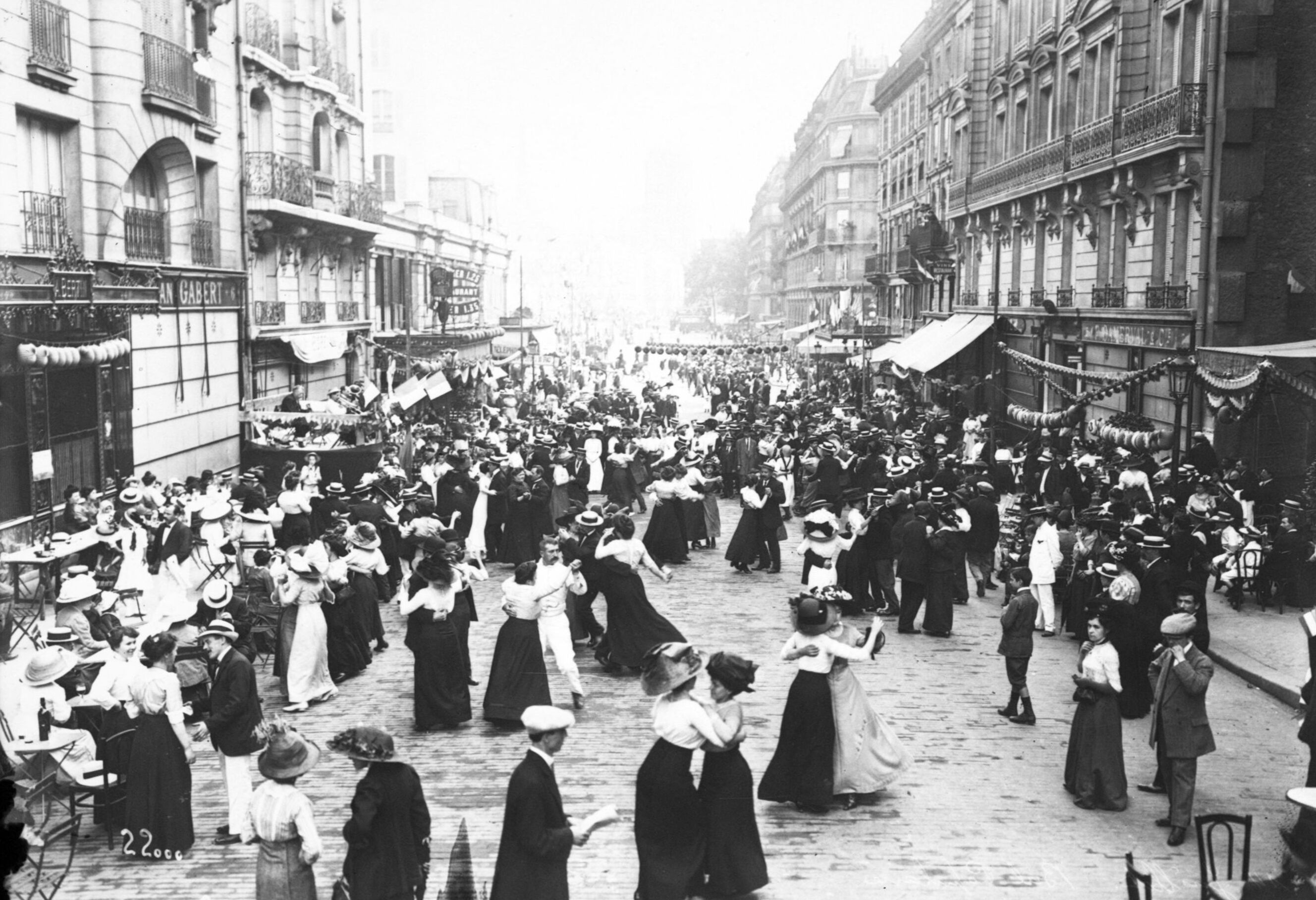
Bal populaire du 14 juillet 1912 (Paris).

De nombreux bals sont organisés dans le pays, notamment des bals musette ou des bals des pompiers. Souvent, le bal a lieu le 13 juillet, veille de jour férié, ce qui permet d'aller travailler le 15 juillet tôt le matin. On parle alors de « bal de la veille du 14 juillet ».
Il existe trois types principaux de bals ; le groupe traditionnel ou fanfare (appelée banda dans le sud du pays), le bal musette, qui était tombé en désuétude entre les années 1970 et les années 2010, ou enfin, les plus courants, des bals organisés par des orchestres itinérants spécialisés dans les fêtes de village.

### Défilés populaires

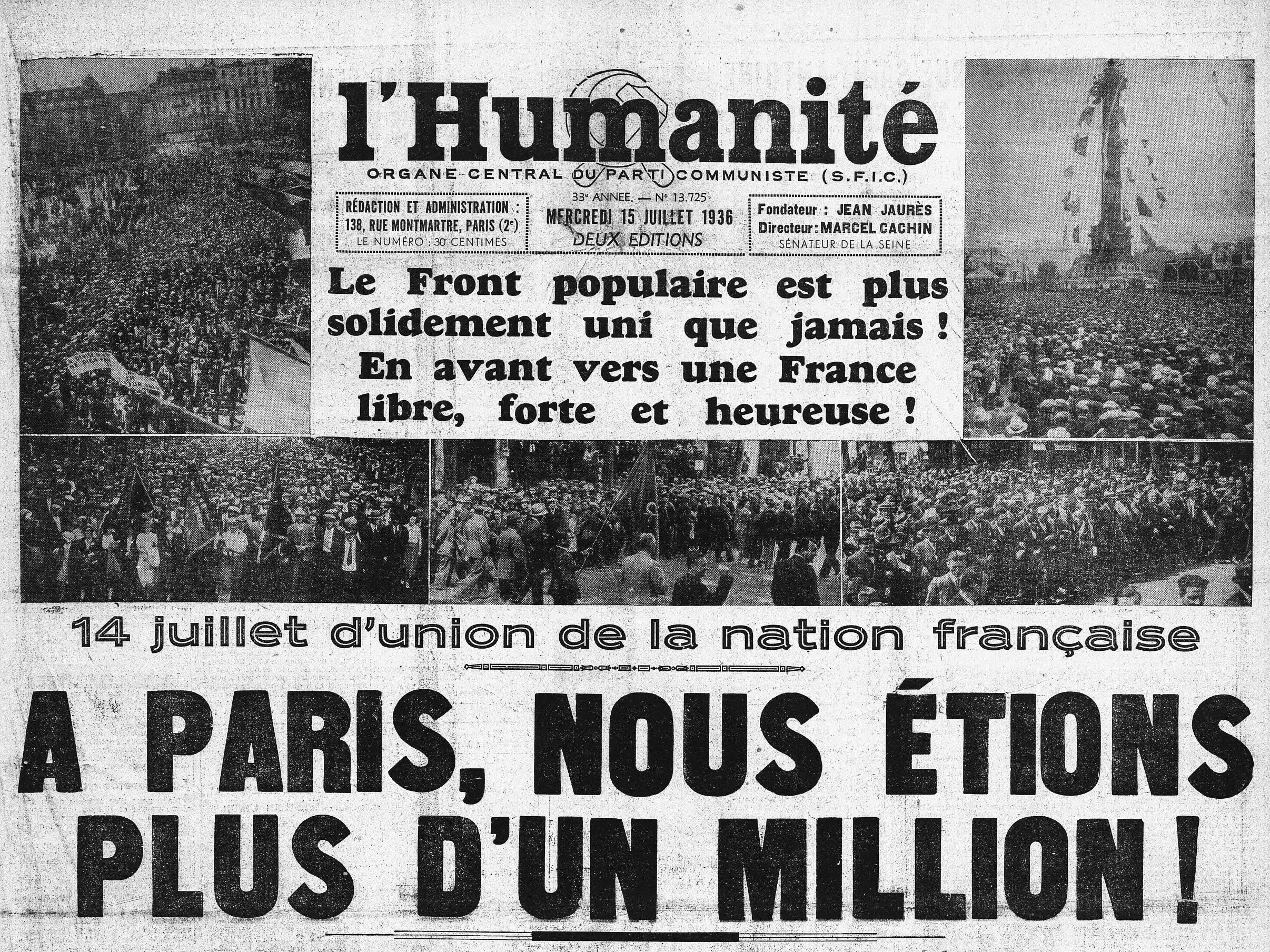
Défilé populaire du 14 juillet 1936.

Entre 1936 et 1953, avec une interruption sous Vichy et l'occupation allemande, le Parti communiste français (PCF), la Confédération générale du travail (CGT) et divers mouvements proches comme la Ligue des droits de l'Homme organisent à Paris un défilé pour célébrer les « valeurs de la République » le jour de la fête nationale,. Le défilé populaire de 1953 est marqué par la mort par balle de sept manifestants. François Mitterrand, ministre de l'Intérieur, fait interdire le défilé du 14 juillet 1954. L'interdiction par les autorités des défilés du 1er mai et du 14 juillet dure jusqu'en 1968. Selon Danielle Tartakowsky, la manifestation du 14 juillet 1953 est le dernier défilé populaire et non militaire organisé à Paris le jour de la fête nationale.

### Œuvres d'art
Plusieurs artistes ont été inspirés par la fête nationale française. En 1873, Alfred Sisley peint lors des festivités du 14 juillet La Seine au Point-du-Jour, 14 juillet près de la porte de Saint-Cloud.
En 1875, le même artiste peint Jour de Fête à Marly-le-Roi, précédemment appelé 14 Juillet à Marly-le-Roi. On lui a donné « le tableau d'or », un prix que les peintres pouvaient gagner.
La fête organisée en 1878 à l'occasion de l'Exposition universelle est immortalisée par plusieurs toiles de Claude Monet (La Rue Montorgueil à Paris. Fête du 30 juin 1878.) et d'Édouard Manet (La Rue Mosnier aux drapeaux.).

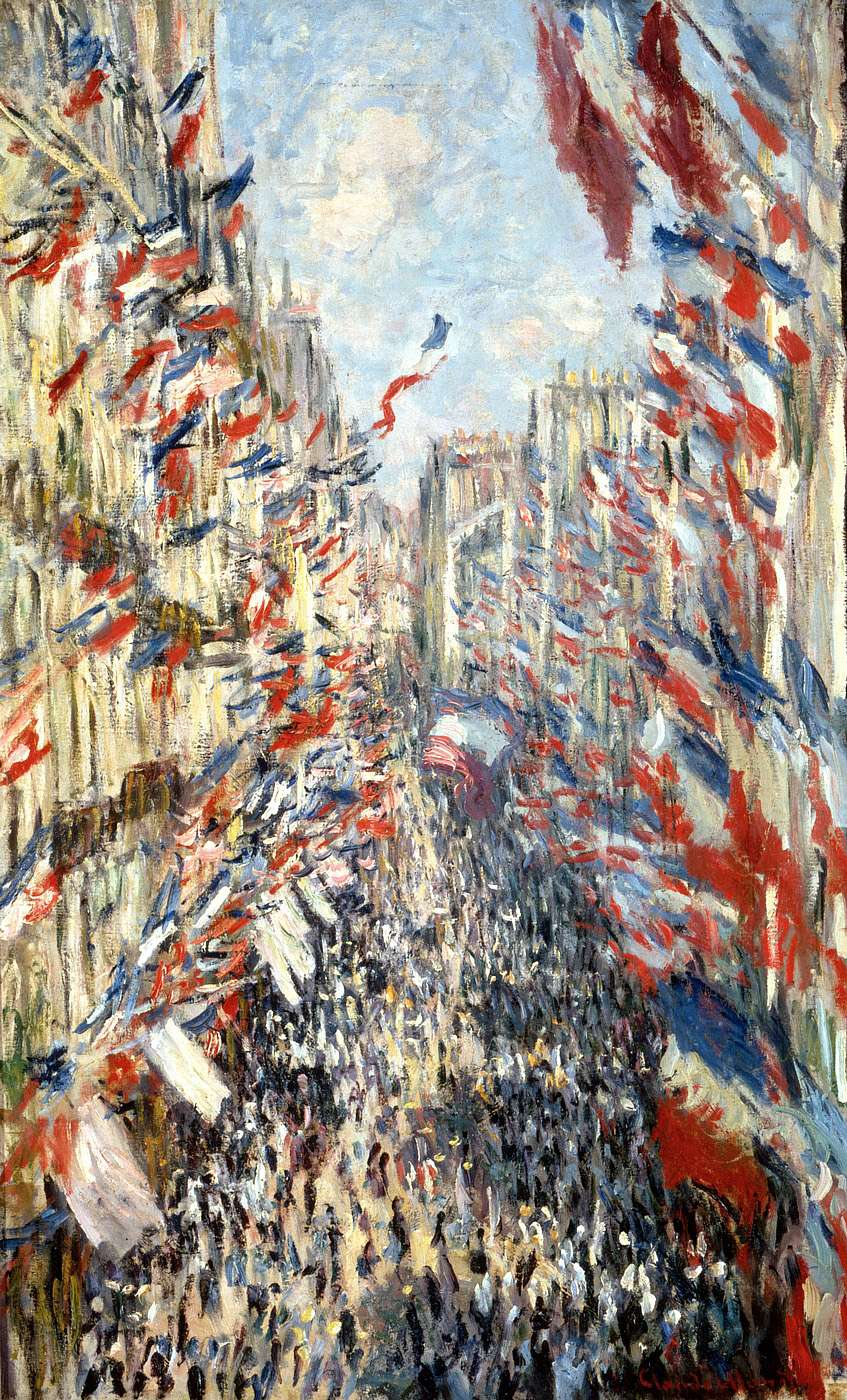
La Rue Montorgueil, fête nationale du 30 juin 1878, par Claude Monet, 1878.
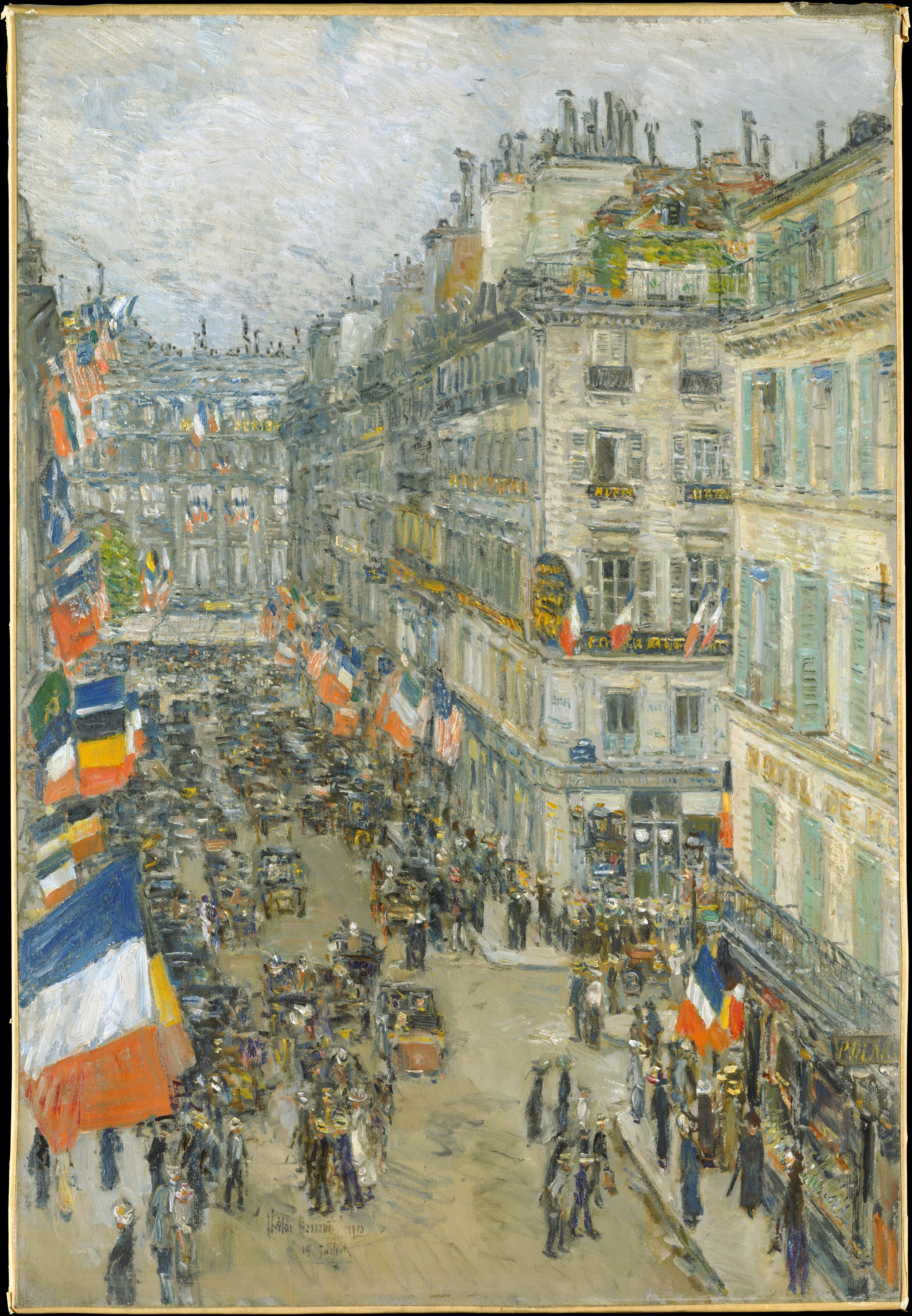
14-Juillet, rue Daunou par Childe Hassam, 1910.

### Décalage de date
Viriat, situé dans le département de l'Ain au nord de Bourg-en-Bresse, fête le « 14 juillet » le premier dimanche du mois d'août depuis un arrêté municipal de 1880, afin de ne pas perturber les fenaisons,. L'arrêté municipal semble été pris sur le fondement d'une circulaire du 2 juillet 1880 que le ministre de l'Intérieur et des Cultes, Ernest Constans, a adressé a tous les préfets et que celui de l'Ain, Eugène Gellion-Danglar, a transmis au maire de Viriat, à ceux des autres communes de l'arrondissement de Bourg ainsi qu'aux sous-préfets des autres arrondissements du département.

### Légion d'honneur
La promotion dite « du 14 Juillet » est l'une des deux promotions civiles annuelles dans l'Ordre national de la Légion d'honneur,.

### Grâces présidentielles
De 1991 à 2005, chaque année, le président de la République accorde une grâce collective à l'occasion de la fête nationale, aux alentours du 14 juillet,.

## Galerie

La prise de la Bastille.
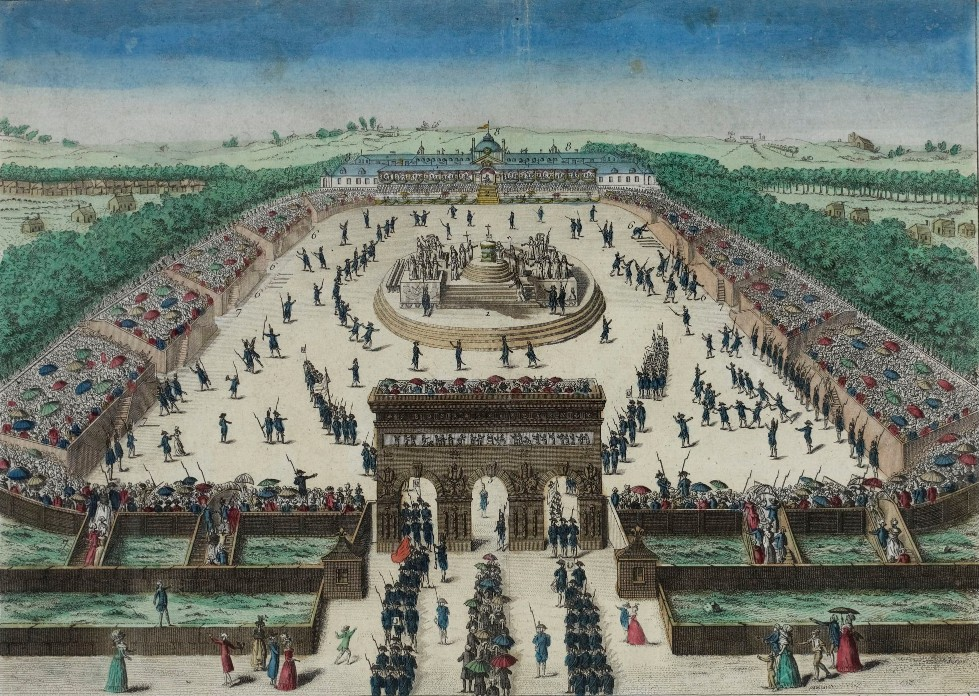
Fête de la Fédération, le 14 juillet 1790 au Champ de Mars.
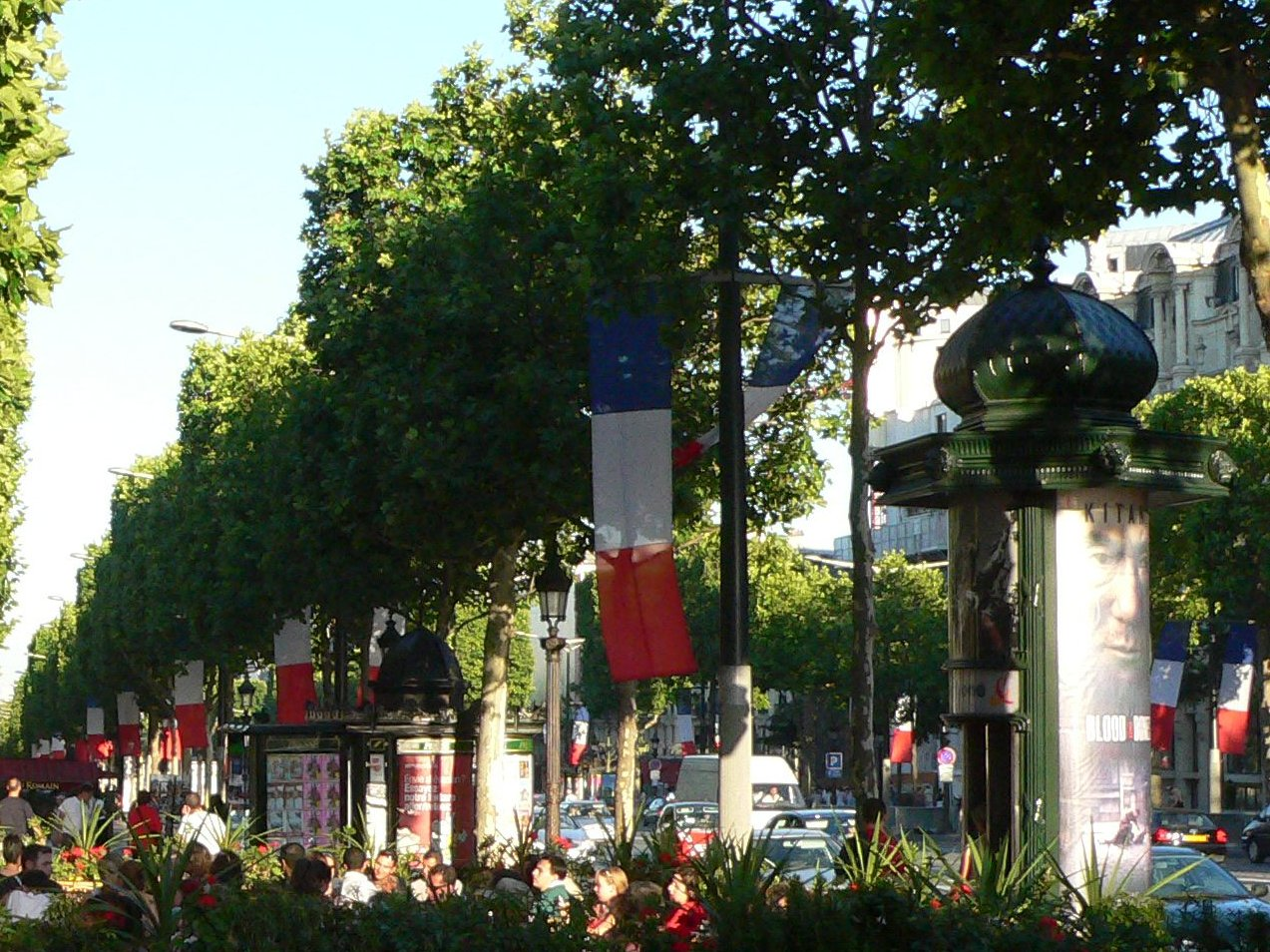
Champs-Élysées le 14 juillet.
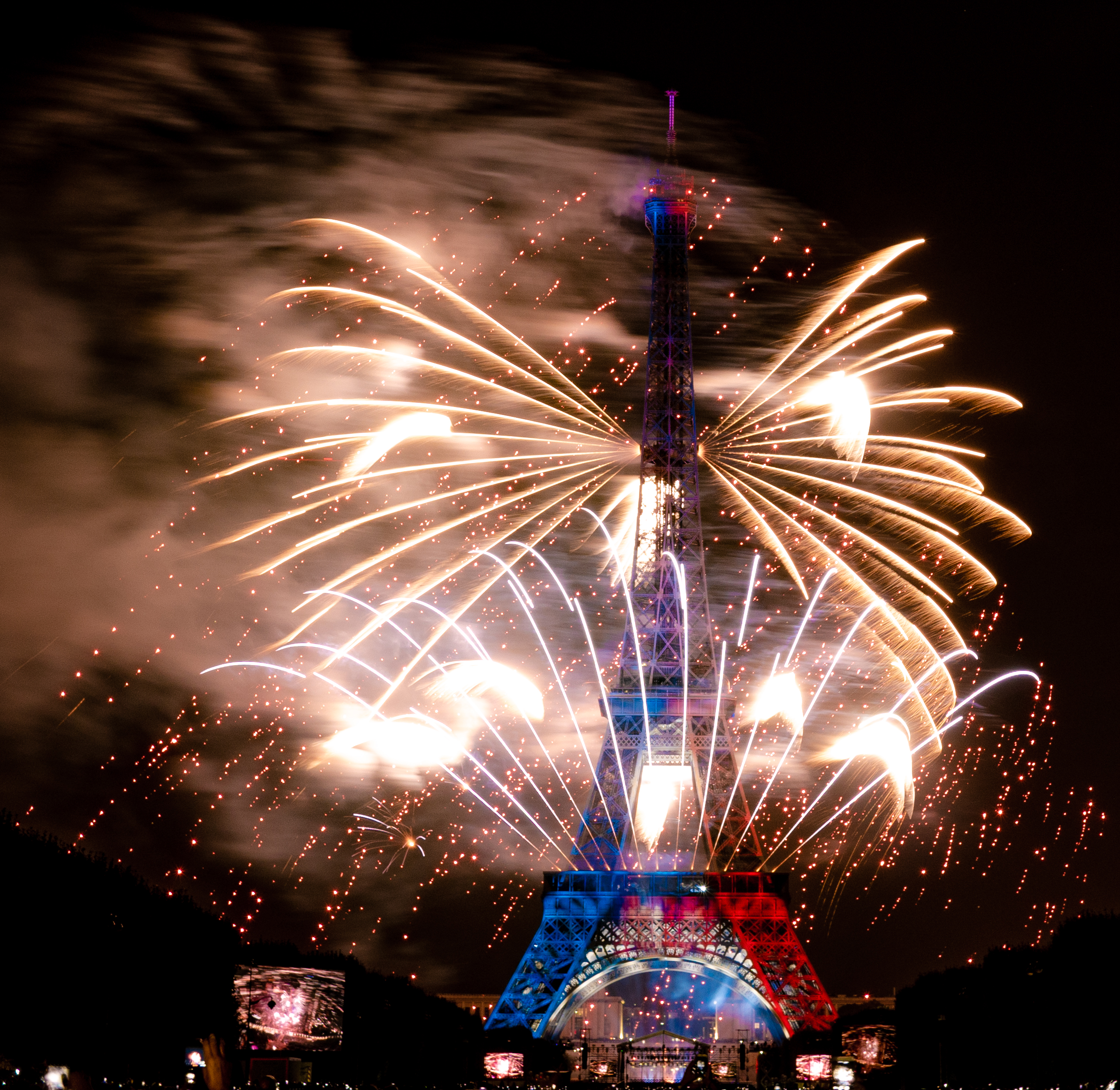
Feu d'artifice sur la tour Eiffel.
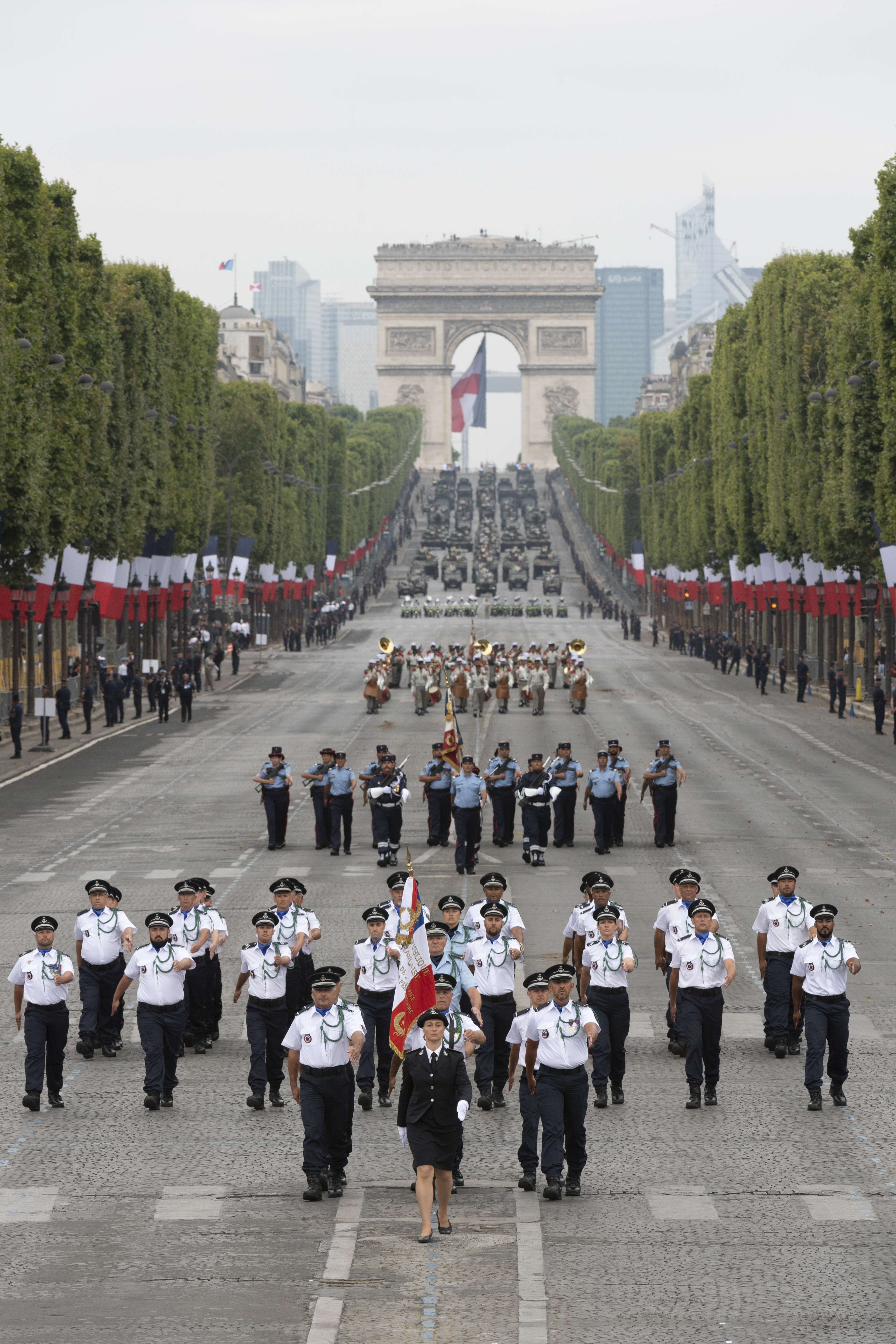
Défilé militaire sur l'Axe historique de Paris.
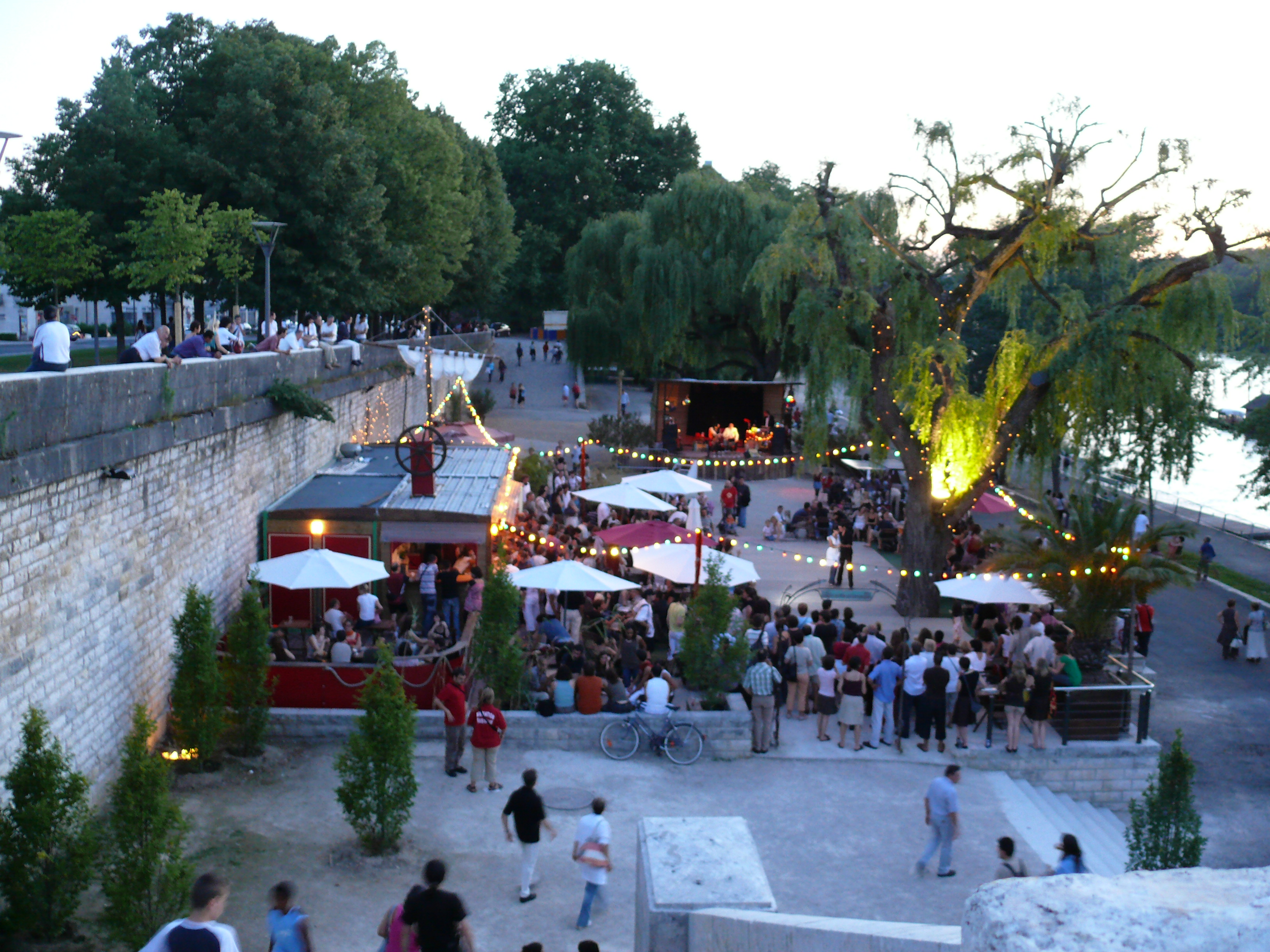
De nombreuses villes françaises (ici Tours) organisent un bal le soir du 13 ou du 14.
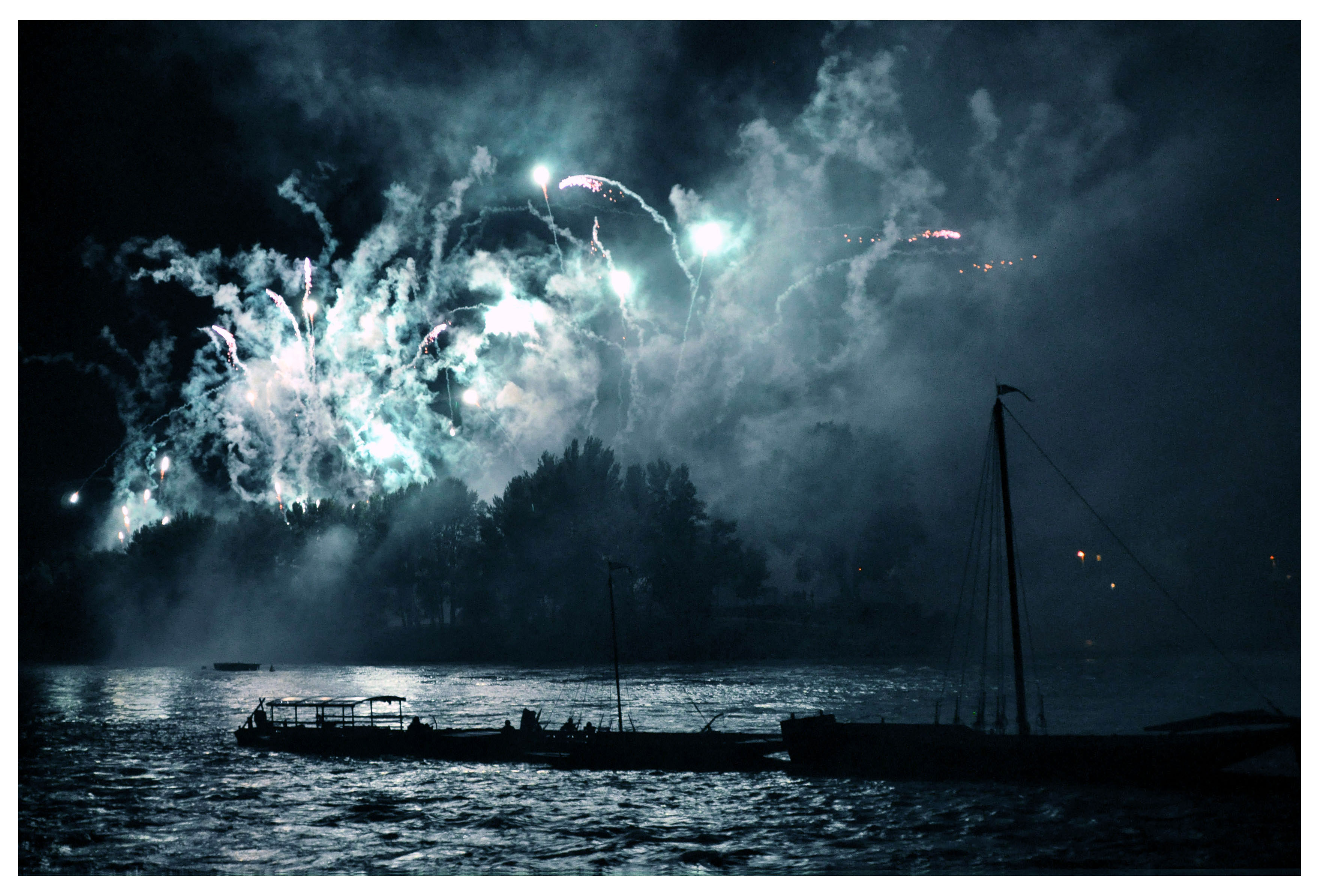
Célébration du 14 Juillet en bord de Loire.